# Джорджо Мородер
Джорджо Мородер (італ. Giorgio Moroder, справжнє ім'я — Гансйорґ (нім. Hansjörg); нар. 26 квітня 1940, Ортізеї (Санкт Ульріх ін Ґреден), Больцано, Трентіно — Альто-Адідже/Зюдтіроль, Італія) — італійський композитор, продюсер та виконавець, піонер електронної музики, один з перших відкривачів диско-музики сімдесятих, автор музики до кінофільмів.

## Кар'єра
Розпочинав свою кар'єру як гітарист. У 19 років він виступав у нічних клубах по всій Європі, виконуючи кавер-версії знаменитих музикантів. В 1967 році переїхав у Берлін, де зосередився на написанні пісень.
На початку сімдесятих працював у Берліні та Італії. У Мюнхені він заснував свою студію «Musicland», в якій пізніше працювали Led Zeppelin і The Rolling Stones. В 1969 році Джорджо випустив дебютний сингл «Looky, Looky», а в 1972 — перший сольний альбом «Son Of My Father».
В кінці 1970-х став учасником диско-групи «Munich Machine», яка випустила три альбоми. Надалі писав музику для різних виконавців, особливу популярність здобула співробітництво Мородера зі співачкою Донною Саммер.
У середині 1970-х рр.. почав працювати для кінематографа, домігшись першого помітного успіху зі створенням оригінальної музики для фільму Алана Паркера «Опівнічний експрес» (1978), за яку Мородер отримав премію «Оскар». Протягом вісімдесятих писав музику до таких кінострічок як «Американський жиголо», «Танець-спалах», «Люди-коти», «Нескінченна історія», «Обличчя зі шрамом».
Мородер є автором офіційних музичних тем Олімпійських ігор 1984 року в Лос-Анджелесі і 1988 року в Сеулі, а також Чемпіонату світу з футболу 1990 року.
Однією з найвідоміших його композицій, що зокрема часто звучала на українському радіо, є «Love Theme From "Flashdance" [Архівовано 29 квітня 2021 у Wayback Machine.]».

## Нагороди
Джорджо Мородер — володар чотирьох премій «Золотий глобус» за роботу над саундтреками і трьох премій «Оскар» за найкращий музичний супровід кінострічок:
- В номінації «Best Original Score» за музику до фільму «Опівнічний експрес» в 1979 році.
- В номінації «Best Original Song» за пісню «What A Feeling» до кінофільму «Танець-спалах» в 1984 році, поділивши нагороду з виконавицею пісні Irene Cara і автором слів до неї Keith Forsey.
- В номінації «Best Original Song» за пісню «Take My Breath Away», що прозвучала в фільмі «Найкращий стрілець» в 1986 році.

## Студійні альбоми
- 1972 — Son Of My Father
- 1976 — Knights In White Satin
- 1977 — From Here To Eternity
- 1979 — E=MC²
- 1983 — Solitary Men
- 1985 — Philip Oakey & Giorgio Moroder
- 1985 — Innovisions
- 1992 — Forever Dancing
- 2015 — Déjà Vu